# Sahara (2005)
Sahara is een Amerikaanse avonturen-actie-komedie uit 2005. De film is gebaseerd op het gelijknamige boek van Clive Cussler, maar wijkt op enkele punten belangrijk van deze roman af.

## Verhaal
Eva Rojas is een wetenschapper die voor de Wereldgezondheidsorganisatie werkt. Ze is in Nigeria, waar ze op zoek is naar een dodelijke ziekte die in Noordwest-Afrika heerst. Ze heeft aanwijzingen dat de oorzaak van de ziekte in Mali te vinden is. Net nadat ze een nieuw dodelijk slachtoffer heeft gevonden, wordt ze op het strand aangevallen door drie mannen. Ze wordt gered door een man die uit het water komt. Die verslaat de aanvallers, die nog wel kunnen wegkomen met Rojas' tas.
Voormalig Navy SEAL Dirk Pitt is een schattenjager die voor NUMA werkt op het schip van voormalig admiraal James Sandecker. Hij heeft Rojas gered en haar naar het schip gebracht. Als ze bijkomt, haalt Pitt net de verloren graftombe van een oude Afrikaanse koning boven water. Nadat die terug aan het Nigeriaanse volk is gegeven, koopt hij van een handelaar een gouden muntstuk van de Geconfedereerde Staten van Amerika. Pitt denkt dat deze munt, gevonden in de Niger in Mali, van de CSS Texas afkomstig kan zijn, een met ijzer bespannen schip uit de Amerikaanse Burgeroorlog dat het laatst voor de West-Afrikaanse kust gezien werd.
Rojas en Pitt willen nu allebei naar Mali reizen. Rojas mag echter niet van de WHO, omdat de helft van Mali bestuurd wordt door de dictator generaal Kazim en de andere helft helemaal niet geregeerd wordt. Pitt daarentegen krijgt van zijn baas drie dagen en een motorboot om de CSS Texas in Mali op te sporen. Rojas vraagt om met hem mee te mogen gaan en met een paar man varen ze de Niger op.
In Mali worden ze opgejaagd door generaal Kazim, die het vooral op Rojas voorzien heeft. Bij een gevecht met Kazims soldaten verliezen ze de boot, maar ze ontkomen. Ze arriveren in een dorp, waar ze alle bewoners dood aantreffen. Rojas' collega laat haar in een gedempte waterput afdalen om een waterstaal te nemen. Terwijl ze nog beneden is, komen soldaten aan die de collega doodschieten. Vervolgens ontstaat een vuurgevecht met Pitt en diens collega Giordino. Daarbij komen de soldaten om en maken ze verschillende AK-47's buit. Met de terreinwagen van de soldaten vluchten ze naar het noorden, waar ze in het gebied van de Toeareg komen en vervolgens hun wapens neerleggen en zich overgeven.
Ze mogen van de Toeareg even blijven logeren maar moeten snel weer vertrekken om het Malinese leger niet naar hun gebied aan te trekken. Te voet trekken ze de Sahara in op zoek naar een ondergrondse rivier waarvan Rojas denkt dat die de oorzaak van de ziekte is en waar Pitt ook denkt de CSS Texas te zullen vinden. Onderweg komen ze een oud vliegtuigwrak tegen. Daar bouwen ze een soort landzeilschip waarmee ze veel sneller vooruitkomen. Nog in de woestijn ontdekken ze een moderne zwaarbewaakte zonne-energiecentrale. Via een goederentrein komen ze er binnen.
De fabriek is van Yves Massarde, die er in ruil voor financiële steun chemisch afval mag verwerken van generaal Kazim. Een deel van het afval wordt er met de energie van de zonnepanelen verdampt. Het andere deel wordt geloosd en heeft Noordwest-Afrika zwaar vervuild, en die vervuiling bedreigt nu ook de hele Atlantische Oceaan. Massarde kon Rojas gevangennemen maar beseft dat hij betrapt is en vlucht weg in een helikopter, nadat hij een bom heeft geactiveerd om de fabriek op te blazen. Omdat dat catastrofaal zou zijn, zoekt Giordino de bom terwijl Pitt Rojas bevrijdt.
Met Kazim nog steeds op hun hielen zoeken ze hulp bij de Toeareg. Met de Avions Voisin C28 die de Toeareg van Kazim gestolen hebben, vluchten ze door de ruïnes van een historische stad met Kazim in een helikopter achter hen aan. Met het dynamiet van de fabriek proberen ze hem neer te halen, maar dat lukt niet. De explosies ontbloten wel het wrak van de CSS Texas, dat in het zand begraven ligt. Ze vluchten in het wrak, denkende dat het pantser van het oude oorlogsschip hen zal beschermen tegen Kazims machinegeweer.
Kazims kogels gaan er echter zo doorheen. Ondertussen arriveren ook Kazims tanks, die het wrak onder vuur nemen. Bij de inslag van een granaat ontdekken ze in het wrak een grote lading gouden munten. Kazim laat zijn tanks halt houden en voert met zijn helikopter aanvallen uit. Met een oud kanon vuren ze vanuit het wrak een kanonskogel af, die in Kazims helikopter terechtkomt en explodeert. Nu Kazim dood is, geven zijn soldaten zich over en worden ze omsingeld door de Toeareg. Ten slotte verzwijgen ze de schat die ze gevonden hebben in de CSS Texas en geven die aan de Toeareg.

## Rolbezetting
| Acteur              | Personage                | Opmerkingen      |
| ------------------- | ------------------------ | ---------------- |
| Matthew McConaughey | Dirk Pitt                |                  |
| Steve Zahn          | Al Giordino              |                  |
| Penélope Cruz       | Eva Rojas                |                  |
| Lambert Wilson      | Yves Massarde            |                  |
| Dayna Cussler       | Kitty Mannock            | scènes geschrapt |
| Clint Dyer          | Oshodi                   |                  |
| Lennie James        | generaal Zateb Kazim     |                  |
| Delroy Lindo        | CIA-agent Carl           |                  |
| William H. Macy     | admiraal James Sandecker |                  |
| Patrick Malahide    | ambassadeur Polidori     |                  |
| Glynn Turman        | dokter Frank Hopper      |                  |
| Rainn Wilson        | Rudi Gunn                |                  |
| Rakie Ayola         | mevrouw Nwokolo          |                  |
| Christopher Bello   | treinbestuurder          |                  |

## Trivia
- De achtervolgingsscène waarin een jeep en een speedboot betrokken zijn, werd genomineerd voor een Taurus World Stunt Award.